# Ranulfo Marques Leal
Ranulfo Marques Leal (Três Lagoas, 25 de maio de 1916 — 11 de novembro de 1980) foi um pecuarista e político brasileiro, tendo sido prefeito de Três Lagoas.

## Biografia
Filho de Benevenuto Garcia Leal e de Maria Marques Leal, foi, assim, neto de Protázio Garcia Leal – um dos fundadores de Três Lagoas-, e membro da família Garcia Leal. Casou-se com Marina de Oliveira Leal, de cujo enlace nasceram os filhos Ajadil e Adair de Oliveira Leal.
Fez seus primeiros estudos em Três Lagoas, seguindo depois para Porto Alegre, onde estudou no Colégio Militar, bacharelando-se em Ciências e Letras na turma de 1936.
Eleito prefeito de Três Lagoas, para o quadriênio de 1955 a 1959, tomou posse a 31 de janeiro de 1955 e governou durante todo o mandato até janeiro de 1959.
Também foi deputado estadual no período de 1959 a 1963, tendo sido reeleito para a legislatura de 1963 a 1967.